# Jakob Müller
Jakob Müller, slovenski jezikoslovec, * 1. marec 1941, Grosuplje.
Ukvarja se s slovaropisjem, terminografijo in imenoslovjem. Med letoma 1970 in 1991 je sodeloval pri ustvarjanju 4 zvezkov Slovarja slovenskega knjižnega jezika.

## Življenjepis
Leta 1967 je na Oddelku za slovanske jezike in književnosti Filozofske fakultete v Ljubljani diplomiral iz hrvaške književnosti, leta 1968 pa iz slovenske književnosti. Od leta 1970 do leta 2002 je bil redno zaposlen na Inštitutu za slovenski jezik Frana Ramovša ZRC SAZU, od leta 2002 pa kot honorarni sodelavec.

## Izbor del
- MÜLLER, Jakob. Slovenski pravnozgodovinski slovar (do 1848) = Slovene dictionary of the history of law (until 1848). V: LEDINEK, Nina (ur.), ŽAGAR, Mojca (ur.), HUMAR, Marjeta (ur.). Terminologija in sodobna terminografija. Ljubljana: Založba ZRC, ZRC SAZU, 2009, str. 247–257. (COBISS)
- MÜLLER, Jakob. Toponimi šmarske župnije. V: MÜLLER, Jakob (ur.). Šmarska knjiga : jubilejna monografija ob 500-letnici šolstva v Šmarju. Šmarje-Sap: Kulturno-raziskovalno društvo Turenček, 2007, str. 393–428. (COBISS)
- MÜLLER, Jakob. Prekmursko besedje v Registru 1584?. V: VUGRINEC, Jože (ur.). Prekmurska narečna slovstvena ustvarjalnost : zbornik mednarodnega znanstvenega srečanja, Murska Sobota, 14. in 15. julij 2003. Petanjci: Ustanova dr. Šiftarjeva fundacija, 2005, str. 130–139. (COBISS)
- MÜLLER, Jakob. Prekmursko besedje v Registru 1584?. V: VUGRINEC, Jože (ur.). Prekmurska narečna slovstvena ustvarjalnost : zbornik mednarodnega znanstvenega srečanja, Murska Sobota, 14. in 15. julij 2003. Petanjci: Ustanova dr. Šiftarjeva fundacija, 2005, str. 130–139. (COBISS)
- MÜLLER, Jakob. Slovar slovenskega knjižnega jezika in kritika z bibliografijo (1960-1992). Razpr, Razr. filol. lit. vede - Slov. akad. znan. umet., 1996, 15, str. 187–234. (COBISS)
- AHLIN, Martin, BOKAL, Ljudmila, GLOŽANČEV, Alenka, HAJNŠEK-HOLZ, Milena, HUMAR, Marjeta, KEBER, Janez, KOSTANJEVEC, Polona, KOŠMRLJ-LEVAČIČ, Borislava, LAZAR, Branka, MÜLLER, Jakob, NOVAK, France, PRAZNIK, Zvonka, SNOJ, Jerica, ŠIRCELJ-ŽNIDARŠIČ, Ivanka, TAVZES, Cvetana, VOJNOVIČ, Nastja, JANEŽIČ, Marija, JENČIČ, Jela, KOROŠEC, Tomo, KOZLEVČAR, Ivanka, LEDER, Zvonka, MAJDIČ, Viktor, MEZE, Joža, SILVESTER, Marta, VIDOVIČ-MUHA, Ada, KOZLEVČAR, Ivanka, JAKOPIN, Primož, BAJEC, Anton (ur.), JURANČIČ, Janko (ur.), KLOPČIČ, Mile (ur.), LEGIŠA, Lino (ur.), SUHADOLNIK, Stane (ur.), TOMŠIČ, France (ur.), DOLINAR, Darko (ur.). Slovar slovenskega knjižnega jezika. Ljubljana: DZS, 1994. XLVI, 1714 str. ISBN 86-341-1111-3. (COBISS)

## Odlikovanja in nagrade
Leta 1993 je prejel častni znak svobode Republike Slovenije z naslednjo utemeljitvijo: »za izjemne zasluge pri Slovarju slovenskega knjižnega jezika«.